# Maschane fletcheri
Maschane fletcheri är en fjärilsart som beskrevs av Paul Thiaucourt 1984. Maschane fletcheri ingår i släktet Maschane och familjen tandspinnare. Inga underarter finns listade i Catalogue of Life.